# Afghanistan ai Giochi della XVIII Olimpiade
L'Afghanistan partecipò ai Giochi della XVIII Olimpiade, svoltisi a Tokyo dal 10 al 24 ottobre 1964, con una delegazione di 8 atleti, tutti lottatori.
Fu la quinta partecipazione di questo paese ai Giochi. Non furono conquistate medaglie.